# Markiezenhof

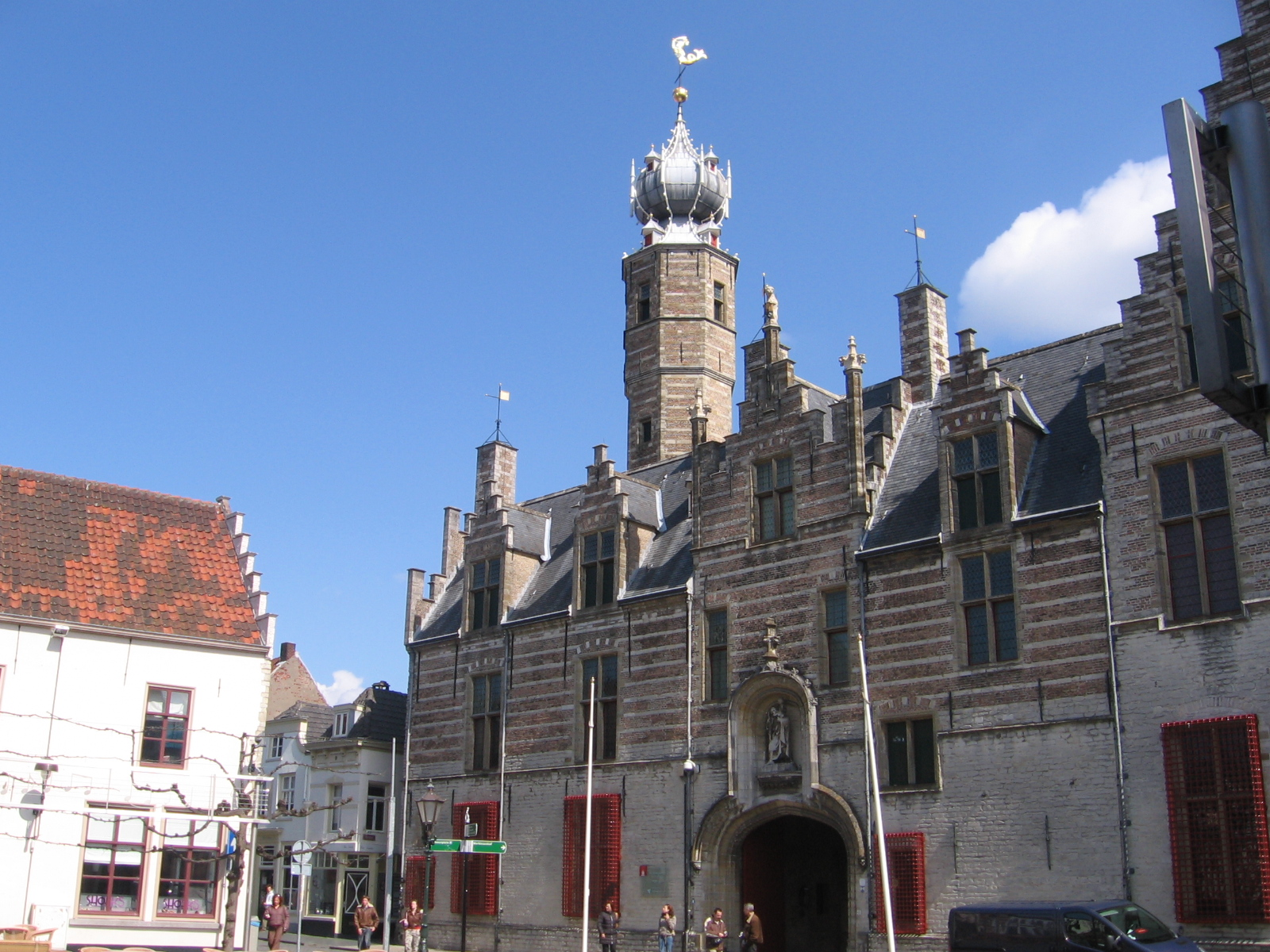
Markiezenhof (Straßenseite)

Der Markiezenhof (bergisch: Markieze’of) ist ein spätgotischer Stadtpalast in der Stadt Bergen op Zoom in der niederländischen Provinz Nordbrabant. Das Bauwerk war die Residenz der Herren und später der Markgrafen von Bergen op Zoom. Das Gebäude wird für Ausstellungen und Veranstaltungen genutzt. Der Markiezenhof ist ein nationales Kulturdenkmal und gehört zu den „Top 100 des Rijksdienst voor de Monumentenzorg“ von 1990.

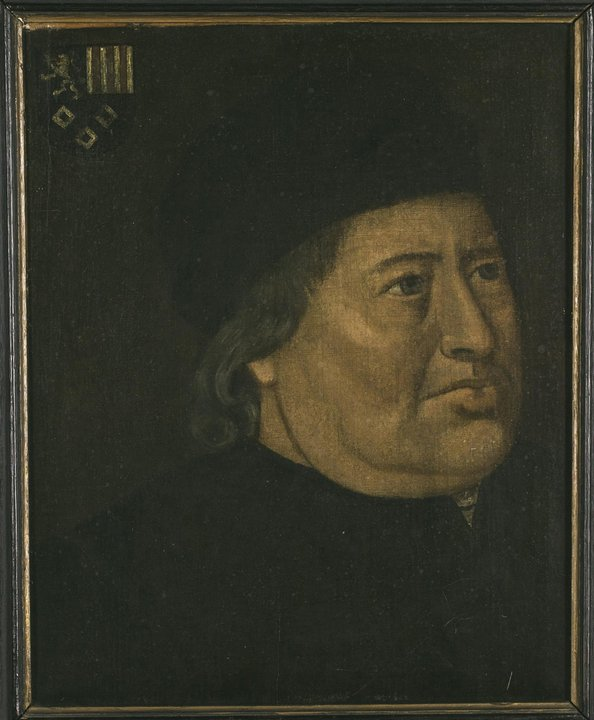
Fürst Johann II. von Glymes

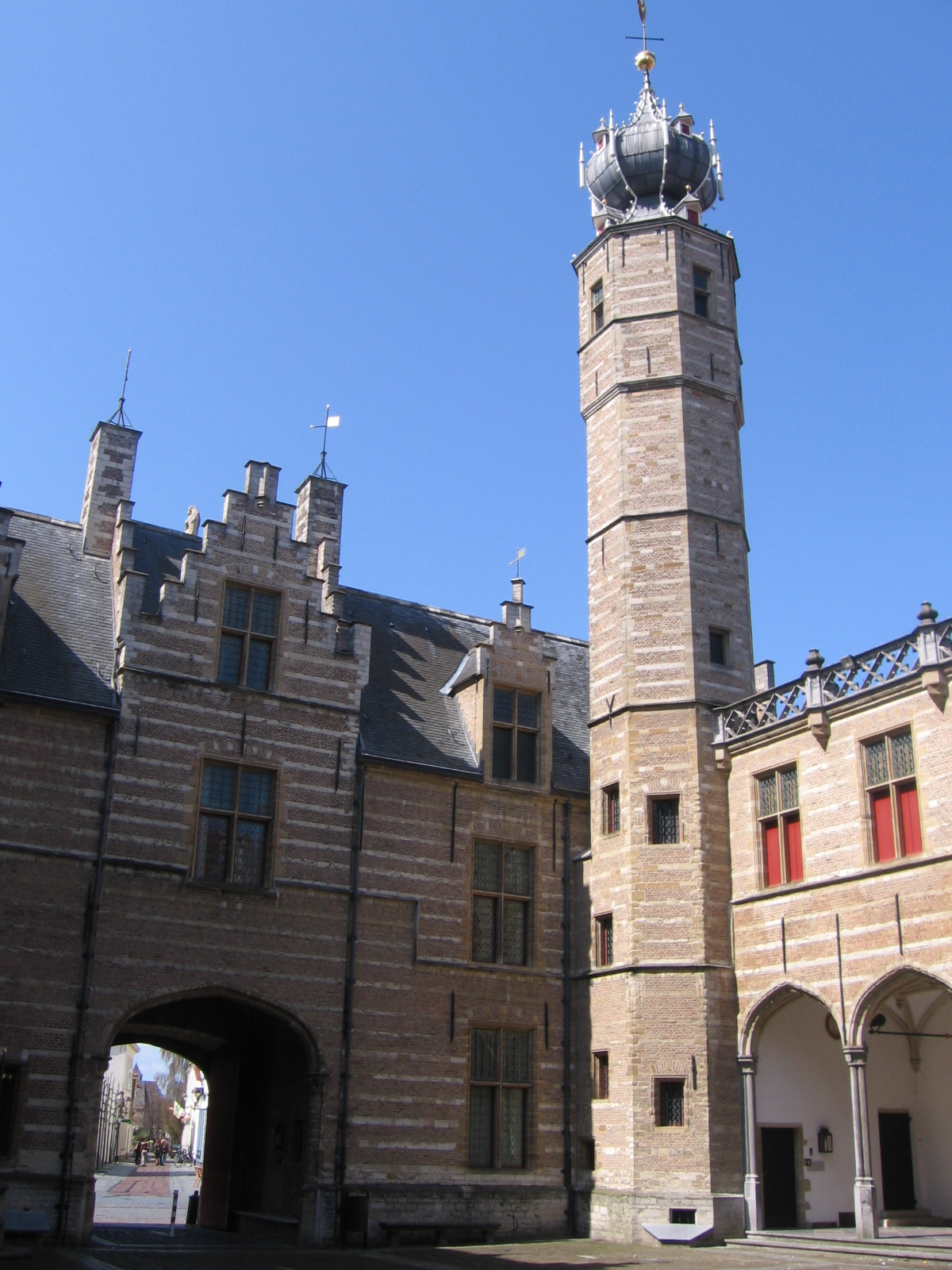
Turm

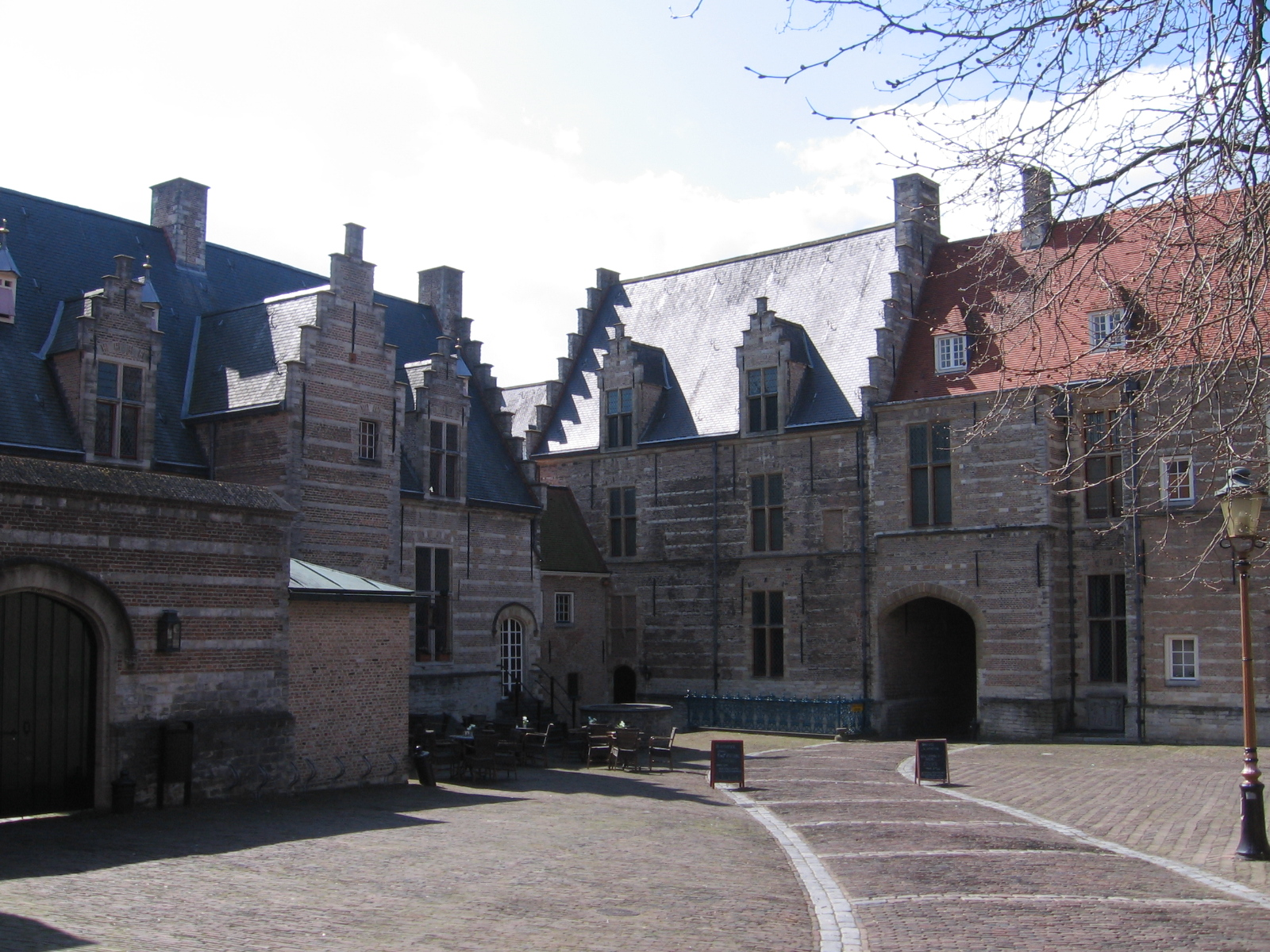
Markiezenhof und Bibliothek

## Geschichte
Dieser Stadtpalast wurde Ende des 15. Jahrhunderts (1485) unter der Leitung der Mechelner Baumeister Antoon I. Keldermans und Rombout II. Keldermans, Mitglieder der Mechelner Architektenfamilie Keldermans, im Auftrag von Johann II. von Glymes, Herr von Bergen op Zoom, errichtet. Davor wohnten die Herren von Bergen hauptsächlich im Schloss in Wouw. Der Markiezenhof oder „Hof van Bergen“, wie er genannt werden sollte, musste repräsentativ genug sein, um hochrangige Gäste zu empfangen, denn Bergen op Zoom wurde zu einer immer wichtigeren Handelsstadt. Es sollte einer der schönsten spätgotischen Stadtpaläste in Westeuropa werden. Das Bauwerk hat eine imposante Fassade mit roten Fensterrahmen. Im Gerichtssaal steht der 15 000 kg schwere Christoffel-Kamin aus dem Jahr 1521, der von dem Bildhauer Rombout Keldermans entworfen wurde. Hier empfingen die Fürsten und Markgrafen ihre Gäste. Im Jahr 1511 wurde der Palast fertiggestellt. Fürst Johann II. erlebte die Fertigstellung nicht mehr selbst; er starb 1494. Im Jahr 1533 wurden die Herren von Bergen in den Rang von Markgrafen erhoben.
Ende des 17. Jahrhunderts gelangte der Markiezenhof in die Hände ausländischer Königshäuser. Im Jahr 1698 war François Egon de la Tour d’Auvergne (1675–1710) der letzte Markgraf, der mit seiner Ehefrau Marie Anne Prinzessin von Arenberg (1689–1736) und seiner Tochter Maria Henriette de La Tour d’Auvergne tatsächlich im Markiezenhof lebte. Er ließ den Palast seiner Zeit entsprechend modernisieren. Die Arkade wurde zugemauert, der Turm verkürzt und die Rückfassade im klassisch-französischen Stil errichtet. Die letzten Generationen von Markgrafen, die Bergen op Zoom hatte, verwendeten kaum noch den Markiezenhof, weil sie aufgrund ihrer internationalen Titel an anderen Orten in Europa lebten. Als die Markgrafschaft Bergen op Zoom 1795 zu Ende ging, beschlagnahmte die französische Armee den Markiezenhof und das Schloss wurde als Lazarett genutzt. Ab 1815 wurde der Markiezenhof zu einer Kaserne.
In der Verwendungszeit als Kaserne verfiel der Palast zunehmend. In den 1960er Jahren begannen die Restaurierungsarbeiten am Markiezenhof. Die Höfe wurden in ihrem ursprünglichen Stil aus dem 15. Jahrhundert wiederhergestellt. Die Arkaden wurden wieder geöffnet und der Schlossturm wurde wiederaufgebaut. Die französische Gartenfassade und der Garten wurden ebenfalls restauriert.
Im Jahr 1987 wurde der renovierte Markiezenhof von Königin Beatrix eröffnet. Von 2008 bis Oktober 2009 wurde er erneut umgebaut, wobei unter anderem die historischen Zimmer renoviert wurden.

## Museum
Im Hofsaal befindet sich der prachtvoll geschnitzte Christoffel-Kamin, ein 15 000 kg schweres Ausstattungsstück aus dem Jahr 1521, entworfen von Rombout Keldermans. Die Markgrafen empfingen ihre hochrangigen Gäste im Hofsaal.
Der Markiezenhof beherbergt ein Museum, in dem man mehr über den Lebensstil der Markgrafen erfahren kann. Es gibt vier historische Säle, darunter das Henriëtte-Zimmer und das Theodore-Zimmer mit Porträts ehemaliger Markgrafen. Die historischen Räume sind mit Möbeln und Dekorationsgegenständen aus dem 16. bis 18. Jahrhundert ausgestattet. Es gibt eine ständige Ausstellung von Steingut, „Breekbar Bergen“ (Zerbrechliches Bergen).
Im Blauen Saal ist eine Kopie des Modells von Bergen op Zoom aus dem Jahr 1747 zu sehen; das Original befindet sich im Musée des Plans-Reliefs in Paris. Das Modell zeigt den Übergang von Bergen op Zoom von der alten Festungszeit zur Neuzeit.
Im Markiezenhof gibt es ein Museumscafé, einen kleinen Laden und eine Bibliothek. Es ist auch möglich, dort zu heiraten. Das Bauwerk ist ganzjährig von Dienstag bis Sonntag von 11 bis 17 Uhr geöffnet. Führungen für Gruppen sind möglich.

## Trivia
- Im Markiezenhof gibt es eine Jahrmarktsausstellung. Ein Markt- und Festplatz aus dem 16. Jahrhundert wurde nachgebaut. Außerdem gibt es einen Miniaturjahrmarkt.
- Seit 2003 gibt es das Gebäude als Miniaturausgabe in Madurodam.
- Der Kerker des Markiezenhofs ist noch erhalten.
- Jedes Jahr wird der Markiezenhof dem Tag des Denkmals gewidmet.